# Horlivka
Horlivka (in ucraino Горлівка?) o Gorlovka (in russo Горловка?) è una città dell'Ucraina della regione storica del Donbass, situata nell'oblast' di Donec'k e nell'distretto di Horlivka ma dal 2014 de facto fa parte dell'autoproclamata Repubblica Popolare di Doneck a sostegno della Russia. È stata centro di scontri armati tra i miliziani separatisti e le forze armate ucraine; in seguito al protocollo di Minsk II è stata divisa da una linea fortificata militare ed è rimasta in gran parte sotto il controllo delle forze separatiste.
Fondata nel 1779 ha assunto l'attuale denominazione nel 1869 in onore del geologo e fondatore russo Piotr Nikolaevich Gorlov. Importante centro industriale chimico e siderurgico nonché nodo ferroviario è anche un punto di arrivo per gli oleodotti provenienti dai campi petroliferi di Krasnodar e Majkop.

## Geografia fisica
La città è situata nell'Ucraina orientale sugli altopiani occidentali del Donbass.

## Storia
I primi insediamenti nell'area sorsero nei primi anni del XVIII secolo ad opera di cosacchi zaporoghi e contadini in fuga dalle persecuzioni dell'Arciducato austriaco, prevalentemente Slavi, Serbi e Croati. Tra i più antichi insediamenti vi è Gosudariv Bajrak, fondato nel 1707 dai cosacchi nel territorio della Kal'miusska palanka.
La data tradizionale di fondazione della città è il 1779 col nome di Gosudariv Posad. Nel 1867 il posad si espanse ulteriormente con la costruzione della ferrovia Kursk-Charkiv-Azov e due anni dopo fu ribattezzata in onore del geologo ed ingegnere minerario Pëtr Gorlov, tra i maggior pionieri nell'estrazione del carbone nel bacino carbonifero del Donec. La città crebbe ulteriormente grazie alla nascita di diverse miniere, che negli anni '90, furono chiuse provocando un decremento demografico del 10% all'anno.
Durante la rivoluzione russa del 1905 si sono registrate diverse rivolte nella città. Nel 1917 la città è stata scossa dal disastro della miniera di  Korsun 1, una serie di esplosioni avvenute all'interno di una miniera cha ha ucciso 28 minatori e cinque soccorritori.
In seguito allo scoppio delle proteste filorusse in Ucraina e circa una settimana dopo la proclamazione d'indipendenza della Repubblica Popolare di Doneck un gruppo di uomini armati separatisti filorussi ha preso il controllo della stazione di polizia e successivamente del municipio annettendo de facto la città all'autoproclamata repubblica.
Nell'aprile 2014 il politico Volodymyr Rybak (membro del Consiglio Cittadino di Horlivka, iscritto a Patria e pro-Maidan) venne rapito, torturato e ucciso.
Dopo la vittoria ucraina a Slov'jans'k le forze governative hanno tentato di riconquistare anche Horlivka, che è stato oggetto di diversi scontri armati e bombardamenti, fino al cessate il fuoco stabilito dal Protocollo di Minsk. Secondo l'amministrazione comunale nel corso degli scontri, fino a gennaio 2015, sarebbero morti 92 abitanti e ne sarebbero stati feriti altri 274.

### Simboli
Lo stemma e la bandiera sono stati approvati nel 1999 e disegnati da Leonid Tolstov. Si compone di uno scudo spagnolo diviso in tre parti: verde, simbolo di speranza, gioia e abbondanza, rosso, coraggio e passato rivoluzionario, e nero, a memoria dell'industria del carbone. A separare diagonalmente in due sezioni lo scudo (verde da un lato, rosso e nero dall'altro) vi è un filo nero e grigio volto a simboleggiare le ferrovie. Nella parte verde è presente una colomba, uccello locale nonché traduzione letterale del nome della città, in quella rossa tre stelle a quattro punte argentate, che rappresentano i tre quartieri in cui è divisa la città, e due martelli d'acciaio incrociati nella parte nera. Ai lati dello scudo vi sono l'arcangelo Michele, tradizionalmente considerato patrono delle terre orientali, e un minatore in abito da lavoro con un martello pneumatico nella mano sinistra. A sormontare lo scudo vi è una corona turrita argentea a tre punte con la data di fondazione della città. Nella parte inferiore vi è una fascia d'acciaio con il nome inciso in lettere giallo sovrastato da un garofano rosso; lo stesso motivo decora anche i lati dello scudo.
La bandiera è un drappello rettangolare diviso diagonalmente in tre sezioni di dimensioni differenti; da sinistra verso destra: verde, nel quale campeggia la colomba presente nello stemma ma di colore bianco, rosso e blu coi rispettivi significati di speranza, coraggio e lealtà.

## Monumenti e luoghi d'interesse
- Cattedrale di Horlivka
- Monumento a Lenin

## Infrastrutture e trasporti

### Ferrovie

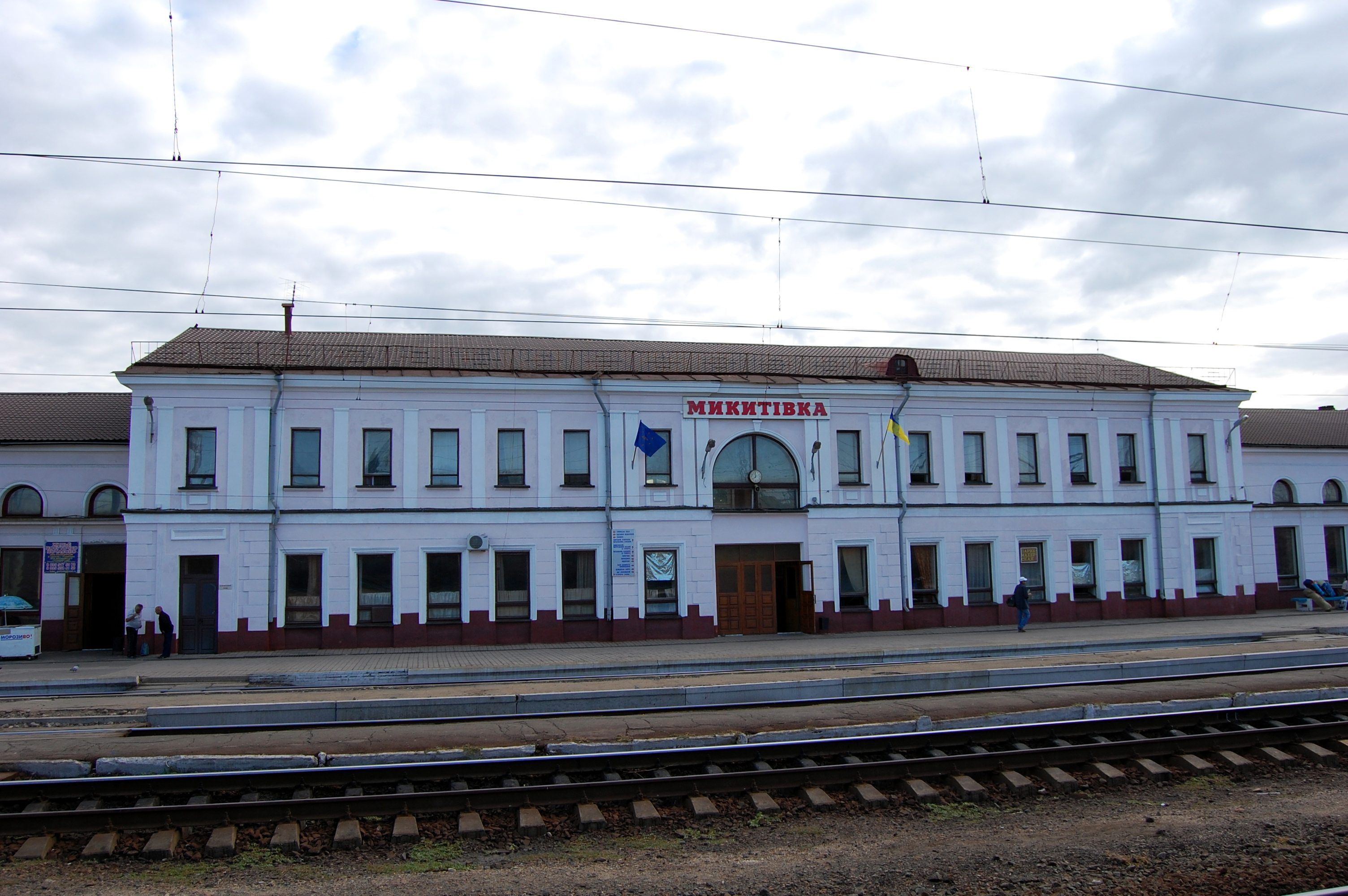
La stazione ferroviaria di Mykytivka.

È servita da sette stazioni ferroviarie.

### Mobilità urbana
La città è servita da una rete tranviaria di quattro linee e una rete filoviaria con tre linee, entrambe gestite dall'azienda municipale Gorlovkoe.

## Amministrazione

### Gemellaggi
La città è gemellata con:
- Barnsley, dal 1987[9]
- Pensacola[10]
- Buffalo[11]